# George Sandys

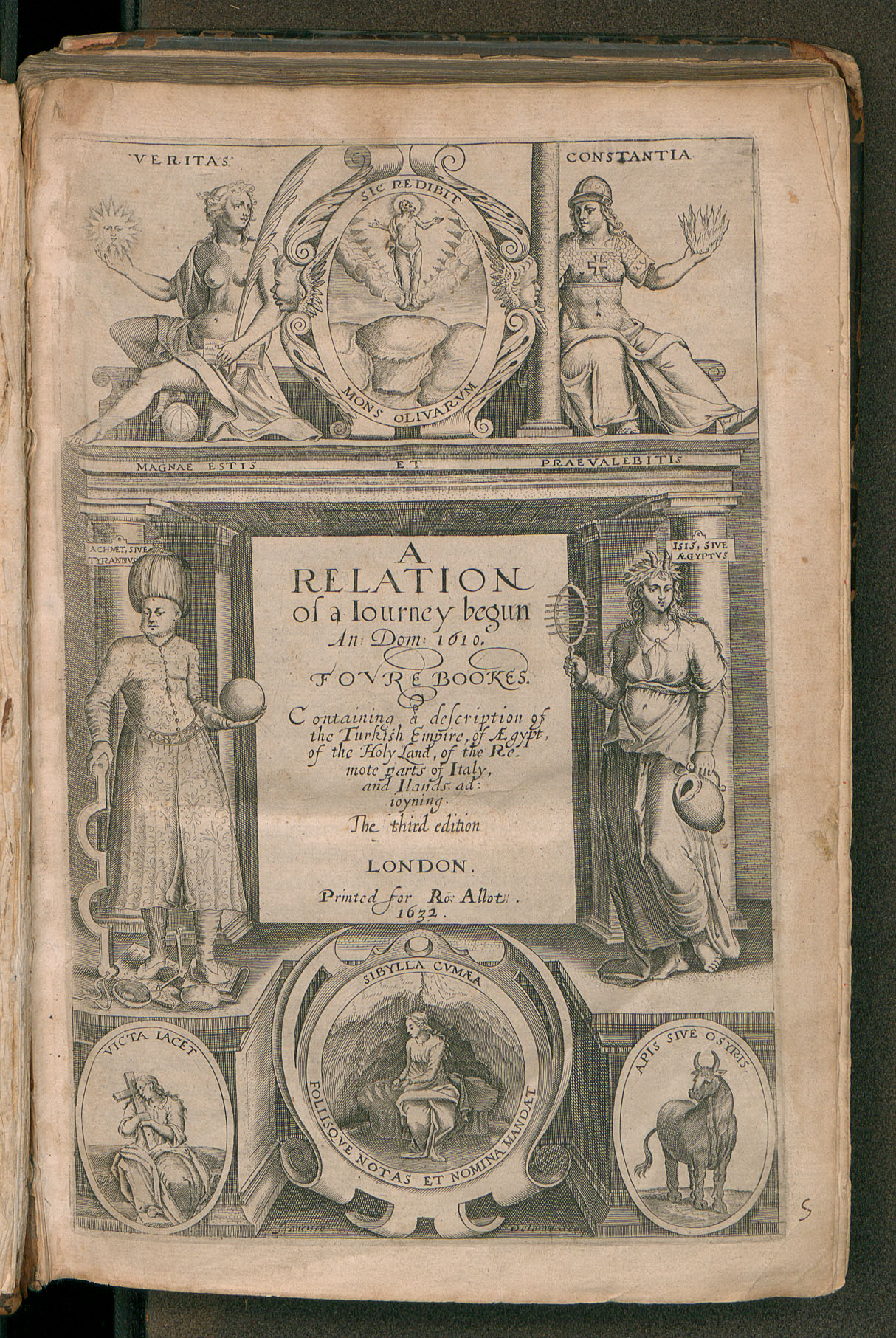
Relation of a journey begun Anno Domini 1610, 1632

George Sandys, född den 2 mars 1578, död i mars 1644, var en engelsk kolonisatör och författare, son till ärkebiskop Edwin Sandys, bror till sir Edwin Sandys. 
Sandys företog 1610 en vidsträckt resa i Orienten, som han skildrade i en 1615 utgiven värdefull resebeskrivning, och vistades 1621-31 som nybyggare i Virginia, där han 1624, när kronan övertog kolonin, blev medlem av dess råd. 
Sandys utgav en parafraserande översättning till engelska av Ovidius "Metamorfoser" (1626) och Paraphrase upon the psalms and hymns dispersed throughout the Old and New Testament. Hans Poetical works samlades av R. Hooper (i "Library of old authors", 1872).